# Клеффель, Филипп
Филипп Клеффель (нем. Philipp Kleffel; 9 декабря 1887, Позен, Провинция Позен — 10 октября 1964, Кобург, Бавария) — немецкий военачальник времен Третьего Рейха, генерал кавалерии Вермахт (1942). Кавалер Рыцарского креста (1942).

## Награды
- Железный крест (1914) 2-го и 1-го класса (Королевство Пруссия)
- Крест Фридриха Августа 1-го класса (Великое герцогство Ольденбург)
- Почётный крест Первой мировой войны 1914/1918 с мечами (1934)
- Пряжка к Железному кресту 2-го и 1-го класса
- Медаль «За зимнюю кампанию на Востоке 1941/42»
- Рыцарский крест Железного креста (17 февраля 1942)
- Немецкий крест в золоте (10 мая 1943)
- Орден Креста Свободы 1-го класса с дубовыми листьями и мечами (29 марта 1943) (Финляндия)